# Gajrja
Gajrja  (albanska: Gajrja , serbiska: Gajre) är en by i Kosovo. Den ligger i kommunen Kaçanik. Enligt den senaste folkräkningen år 2011 fanns det 574 invånare.

## Demografi
| Demografi | 2011 |
| --------- | ---- |
| albaner   | 573  |
| bosnier   | 1    |